# Eois trinotata
Eois trinotata là một loài bướm đêm trong họ Geometridae.